# 约翰·埃克 (神学家)
约翰·埃克（德語：Johann Eck，1486年11月13日—1543年2月10日），文艺复兴时期欧洲天主教神学家。他激烈反对馬丁·路德。一生致力于打败新教，奔走于罗马和德国之间。

## 延伸阅读
- T. Wiedemann, Dr Johann Eck (Regensburg, 1865).
- 本条目包含来自公有领域出版物的文本: Chisholm, Hugh (编).  (第11版). London: Cambridge University Press. 1911.